# Sainte-Maxime
Sainte-Maxime is een gemeente in Frankrijk, gelegen in het departement Var, aan de Franse Rivièra. De inwoners worden Maximois genoemd.

## Geografie
Het stadje ligt aan de noordkant van de baai van St. Tropez en wordt door de beboste heuvels beschermd tegen de mistral.

## Demografie
Onderstaande figuur toont het verloop van het inwonertal (bron: INSEE-tellingen).

## Monumenten
De haven ligt aan de Place du 15-Août-1944 (bevrijdingsdag van Ste-Maxime).
Het 18e-eeuwse altaar van de kerk bestaat geheel uit marmer.

## Bezienswaardigheden
- De Gorges de Pennafort
- De plaquette die het verkrijgen van de naam pavillon bleu in 2005 gedenkt.
- Semafoor (127 m.): Vanaf de Semafoor kunnen de omtrekken van de kaap Sardineau aan de kaap Saint-Pierre, en het massif des Maures gezien worden.
- Het casino